# Asentamiento extranjero de Kōbe

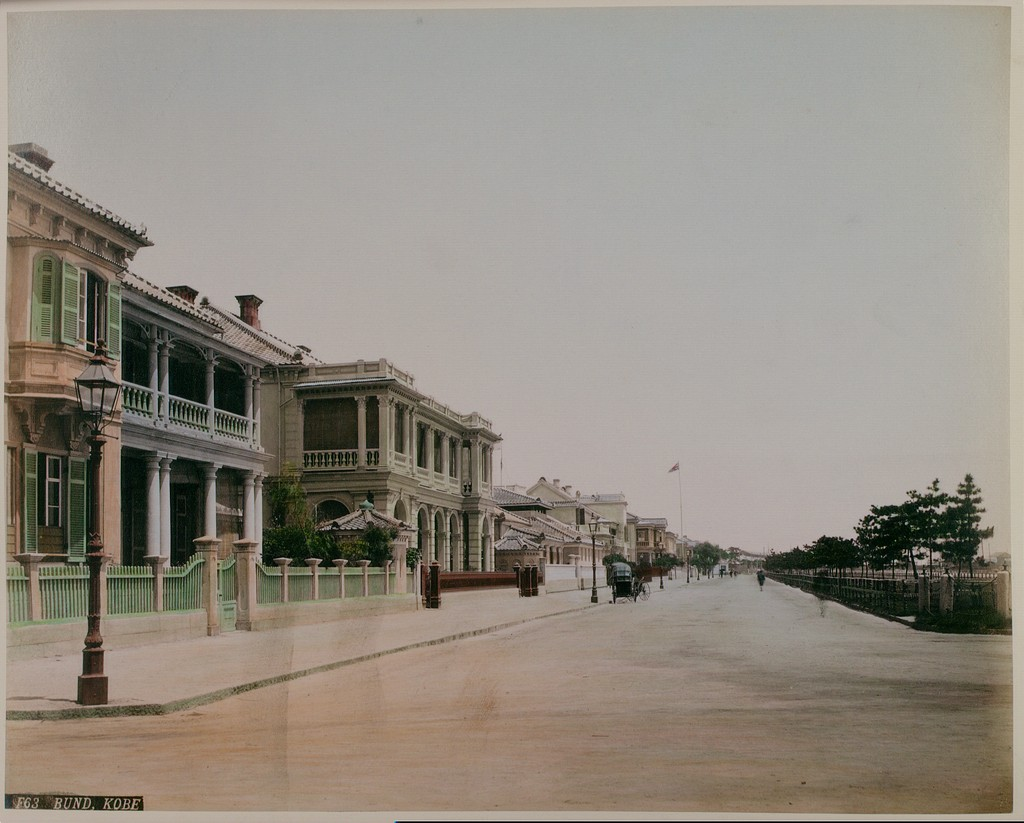
Paisaje urbano del asentamiento extranjero de Kobe alrededor de 1885, en la carretera costera Kaigan-dōri

El asentamiento extranjero de Kobe (神 戸 外国人 居留地 Kōbe gaikokujin kyoryūchi?), también conocido como la concesión extranjera de Kobe, era un asentamiento extranjero ubicado a unos 3.5 kilómetros al este del puerto de Kōbe, en el futuro Chūō-ku de Kōbe, Japón. Establecido en base a los Tratados Ansei, existió desde el 1 de enero de 1868 hasta el 16 de julio de 1899.
El sitio estaba ubicado entre el río Ikuta  al este, el río Koi (鯉川) (sitio de una futura vía) al oeste, el mar al sur y la autopista Saigoku Kaidō (西国街道) al norte. Tenía una superficie de 78000 tsubo (unas 25.8 hectáreas), y se desarrolló sobre la base de un plan urbano lógico. Por estas razones, ha sido elogiado como el "asentamiento extranjero mejor planificado de Oriente". Su extraterritorialidad fue reconocida en algunos de sus asuntos administrativos y financieros, y fue administrada por una organización autónoma estructurada con residentes extranjeros (la mayoría de los cuales tenían intereses en empresas y/o asociados de India Oriental) en su centro. Su funcionamiento fue fluido y las relaciones entre las partes japonesa y extranjera fueron en general favorables. El asentamiento prosperó como puerta de entrada a la cultura occidental y como base de comercio, extendiendo su influencia económica y cultural también a las áreas circundantes.

## Historia

### Abriendo el Puerto de Hyōgo

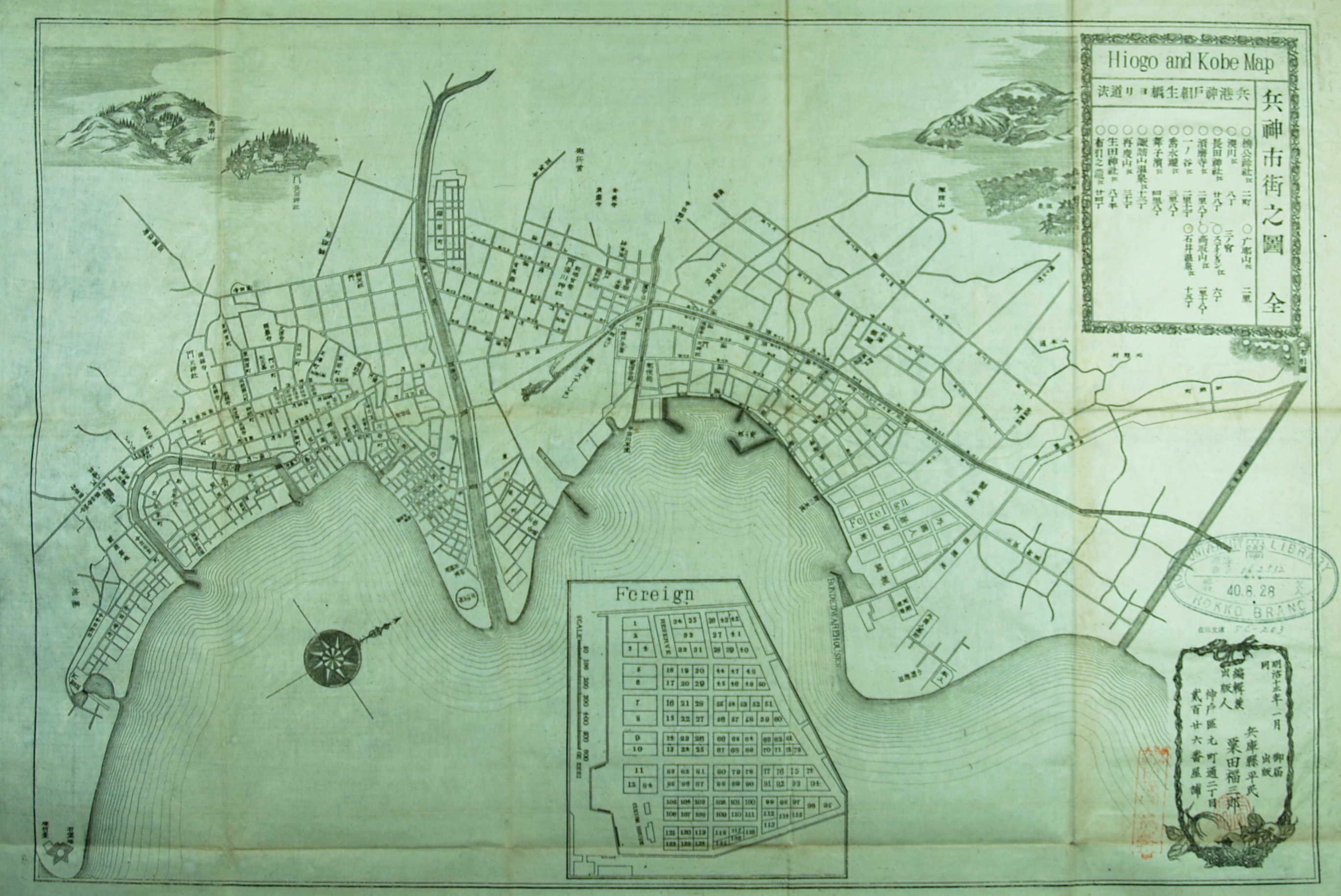
1880 mapa de la ciudad de Hyōgo y Kobe. Al oeste del río Minato (el río más grande) se encuentra el antiguo puerto de Hyōgo; al este, el asentamiento extranjero.

El 29 de julio de 1858, el Shogunato Tokugawa firmó el Tratado Harris con los Estados Unidos. En el artículo 6 de ese tratado, el shogunato reconoció la jurisdicción consular de Estados Unidos en Japón. En el artículo 3 abrió el Puerto de Kōbe como un puerto de tratado a partir del 1 de enero de 1863, acordando establecer un área fija (asentamiento extranjero) para ser prestada a extranjeros para residir y realizar actividades económicas. En poco tiempo, el shogunato firmó tratados similares conocidos como los Tratados Ansei con Holanda, Rusia, el Reino Unido y Francia. Sin embargo, estos tratados no pudieron obtener la aprobación de un edicto imperial y, tras negociaciones con las potencias extranjeras, la apertura del puerto se retrasó cinco años, hasta el 1 de enero de 1868. El tribunal expresó su desaprobación por la apertura de un puerto tan cerca del palacio imperial en Kioto, e incluso después de que los Tratados de Ansei fueran aprobados por edicto imperial el 22 de diciembre de 1865, todavía no se concedió la aprobación para el puerto. El 26 de junio de 1867, cuando faltaban seis meses para la apertura programada del puerto del tratado, un edicto imperial finalmente reconoció su establecimiento.
Incluso antes de la emisión de esta sanción, el shogunato había estado llevando a cabo negociaciones con las distintas potencias extranjeras sobre el tema del tratado del puerto, y el 16 de mayo de 1867 concluyó un acuerdo para el establecimiento de asentamientos extranjeros en Hyōgo y Osaka con Gran Bretaña, Estados Unidos y Francia. El artículo 1 de este acuerdo establece que "se establecerá un asentamiento extranjero en Hyōgo, entre Kōbe-machi (Kōbe-mura) y el río Ikuta, para los residentes de aquellos países que tengan tales tratados con el gobierno japonés..." Por lo tanto, el asentamiento extranjero se creó en Kōbe-mura (神戸村), a unos 3.5 km al este del Puerto de Hyōgo. De acuerdo con esto, se construyó un nuevo puerto en la costa de Kōbe-mura y se abrió a las potencias extranjeras. En 1892, un edicto imperial llamó a este puerto el Puerto de Kobe (神戸港 Kōbe-kō?).
Los documentos existentes no registran la razón o la cadena de eventos que rodearon la apertura del Puerto de Kobe en lugar del Puerto de Hyōgo. Aun así, existen varias teorías. En Kokusai Toshi Kōbe no Keifu, Toshio Kusumoto adivina que el shogunato, consciente de la preferencia de la población de mantener a los extranjeros a distancia y deseando evitar conflictos, quería evitar abrir el ya próspero y bullicioso puerto de Hyōgo. Mientras tanto, Shinshū Kōbe Shishi: Rekishi-hen 3 y Kokusai Toshi Kōbe no Keifu conjeturan que era más fácil asegurar un sitio en el área menos densamente poblada alrededor de Kōbe-mura, y este sitio también permitió la reapropiación del Centro de Entrenamiento Naval de Kobe, que había cerrado en 1865. Un estudio de noviembre de 1865 del océano circundante realizado por un asistente del enviado británico Harry Smith Parkes indicó que el área destinada al asentamiento extranjero, algo alejada del antiguo centro de la ciudad de Hyōgo, miraba hacia una pequeña bahía que era lo suficientemente profunda y proporcionaba un anclaje abundante en la naturaleza. Kokusai Toshi Kōbe no Keifu postula a partir de esto que este sitio era Kōbe-mura, y que las potencias extranjeras también encontraron esta ubicación más adecuada que el puerto existente de Hyōgo. En cualquier caso, en 1892, el puerto de Kobe se amplió para incorporar el antiguo puerto de Hyōgo.
El sitio final del asentamiento extranjero estaba ubicado dentro de Kōbe-mura y enmarcado por el río Ikuta al este, el río Koi al oeste y el océano Pacífico al sur, con la carretera Saigoku Kaidō al norte. Tenía un área de 78000 tsubo (aproximadamente 0.26 km²). Shinshū Kōbe Shishi describe esta selección como sugerente de la consideración del shogunato de minimizar el contacto entre extranjeros y japoneses en su máxima capacidad.

## Galería

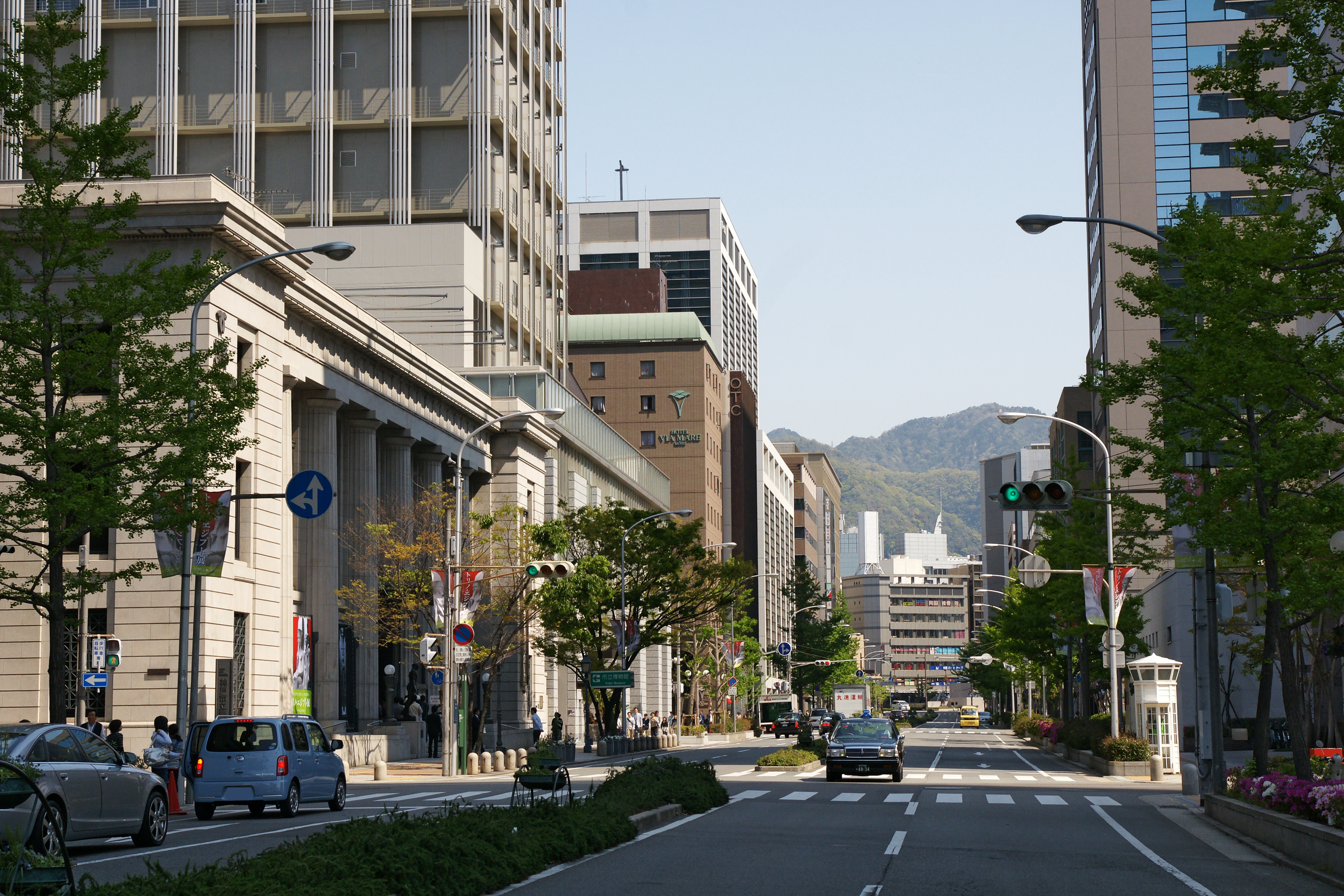
Kyomachi era la calle principal del poblado.
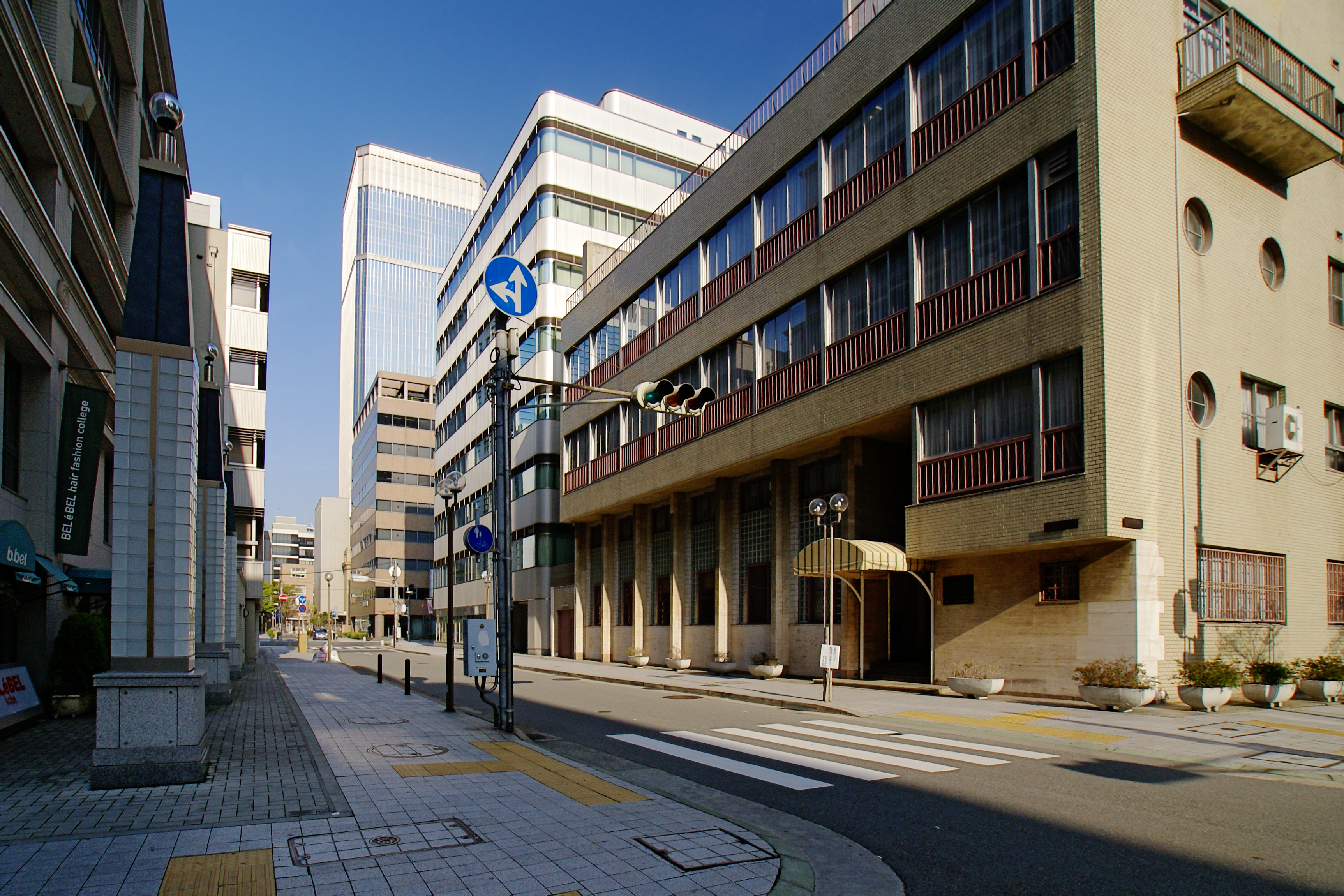
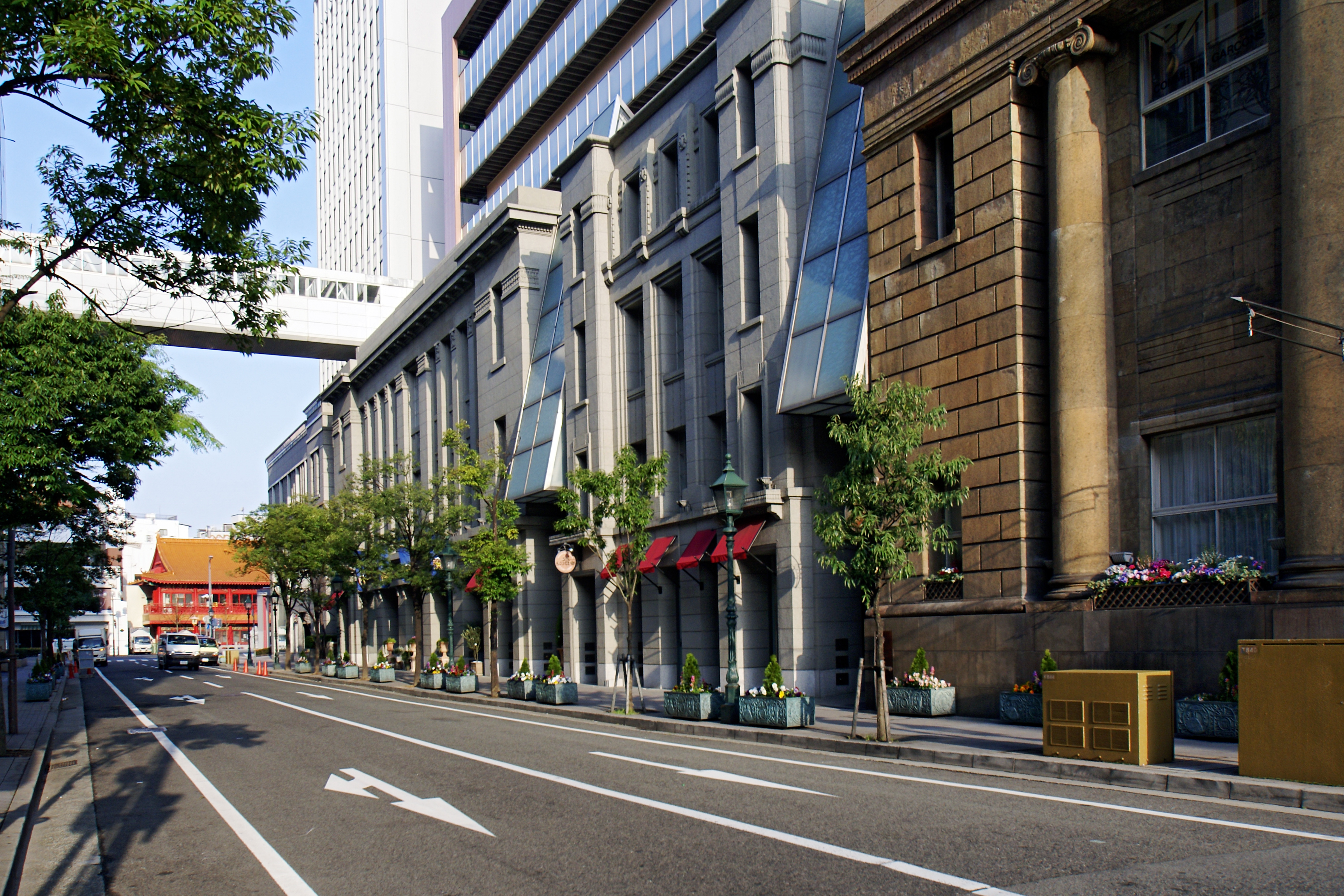
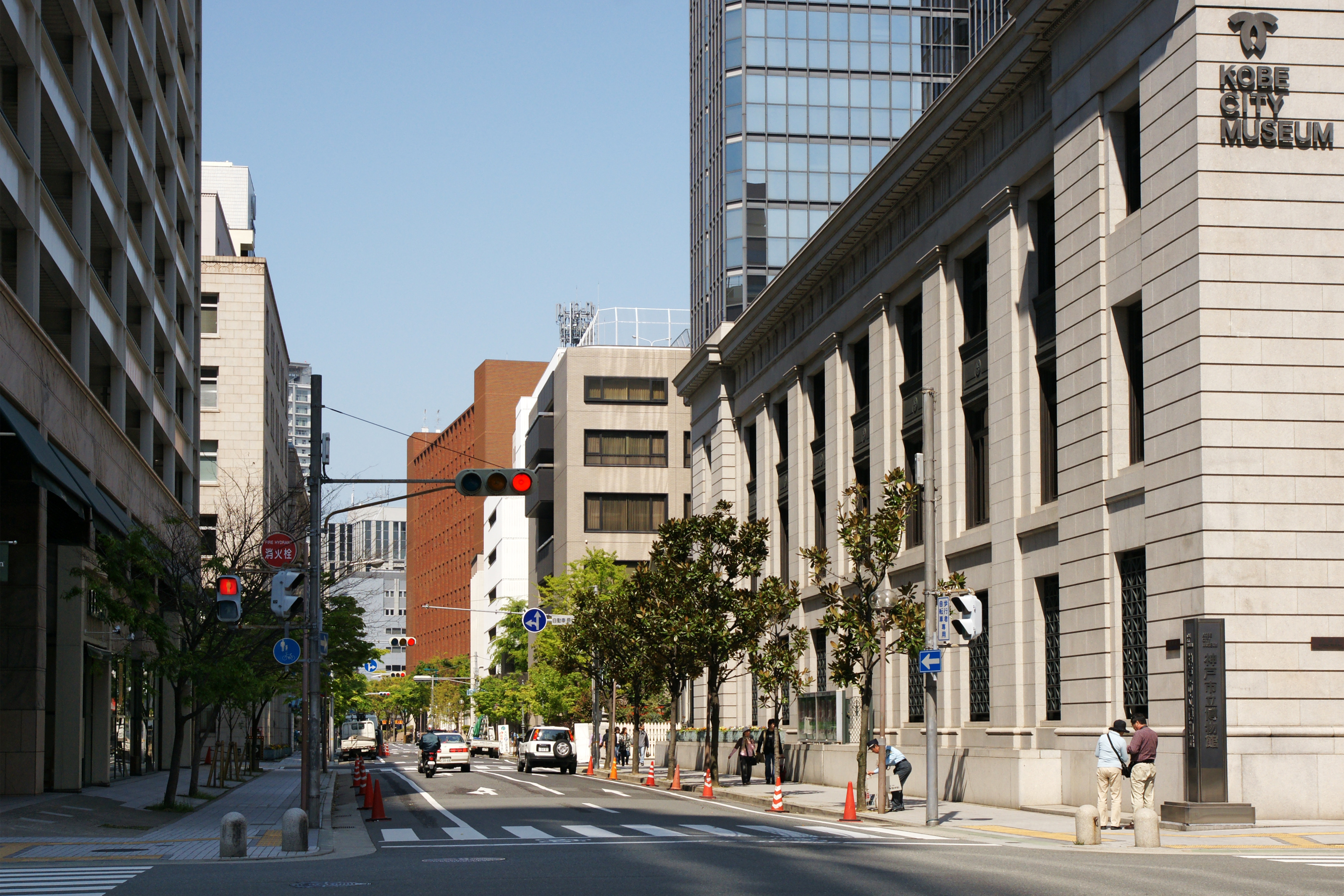
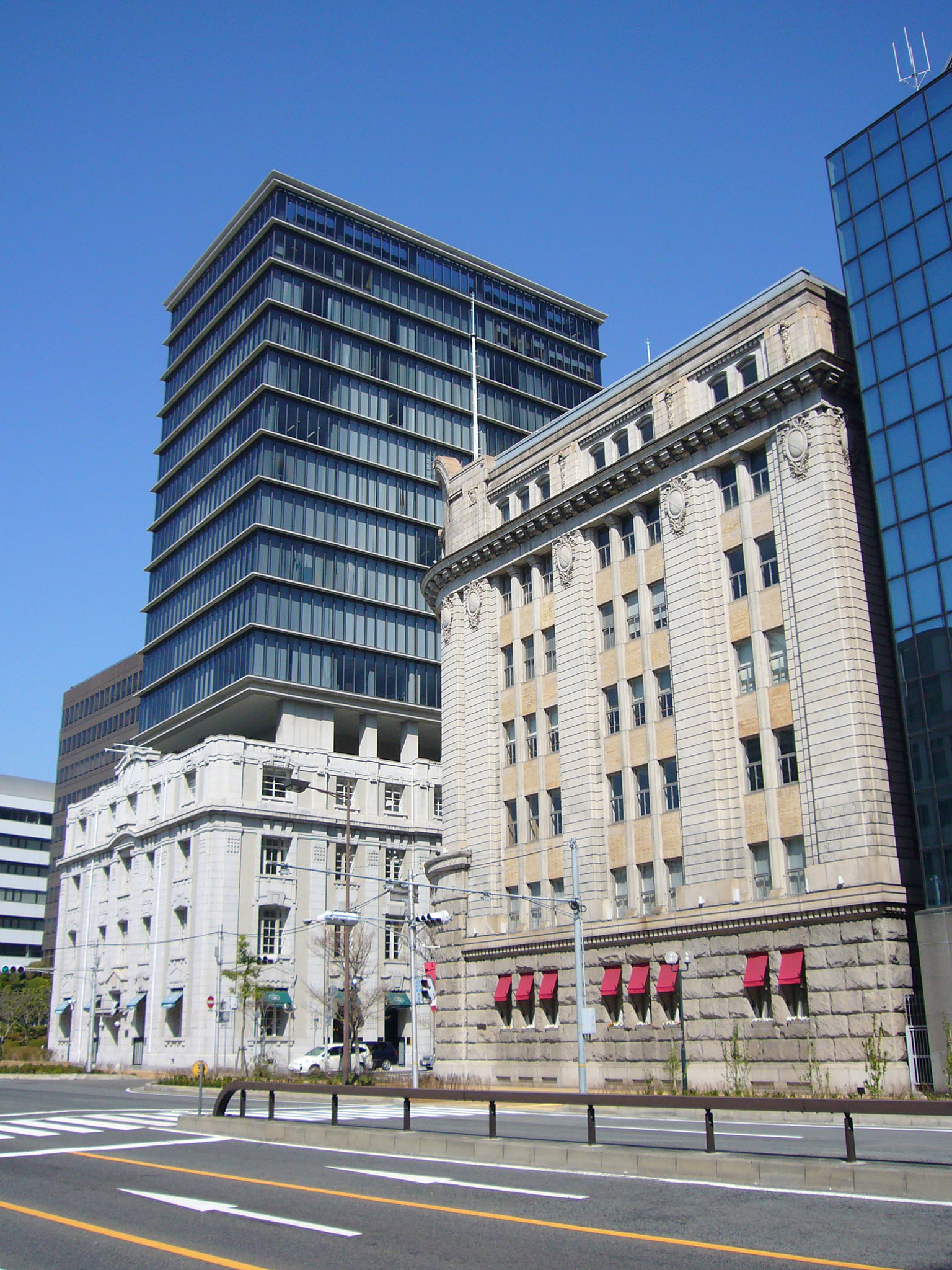
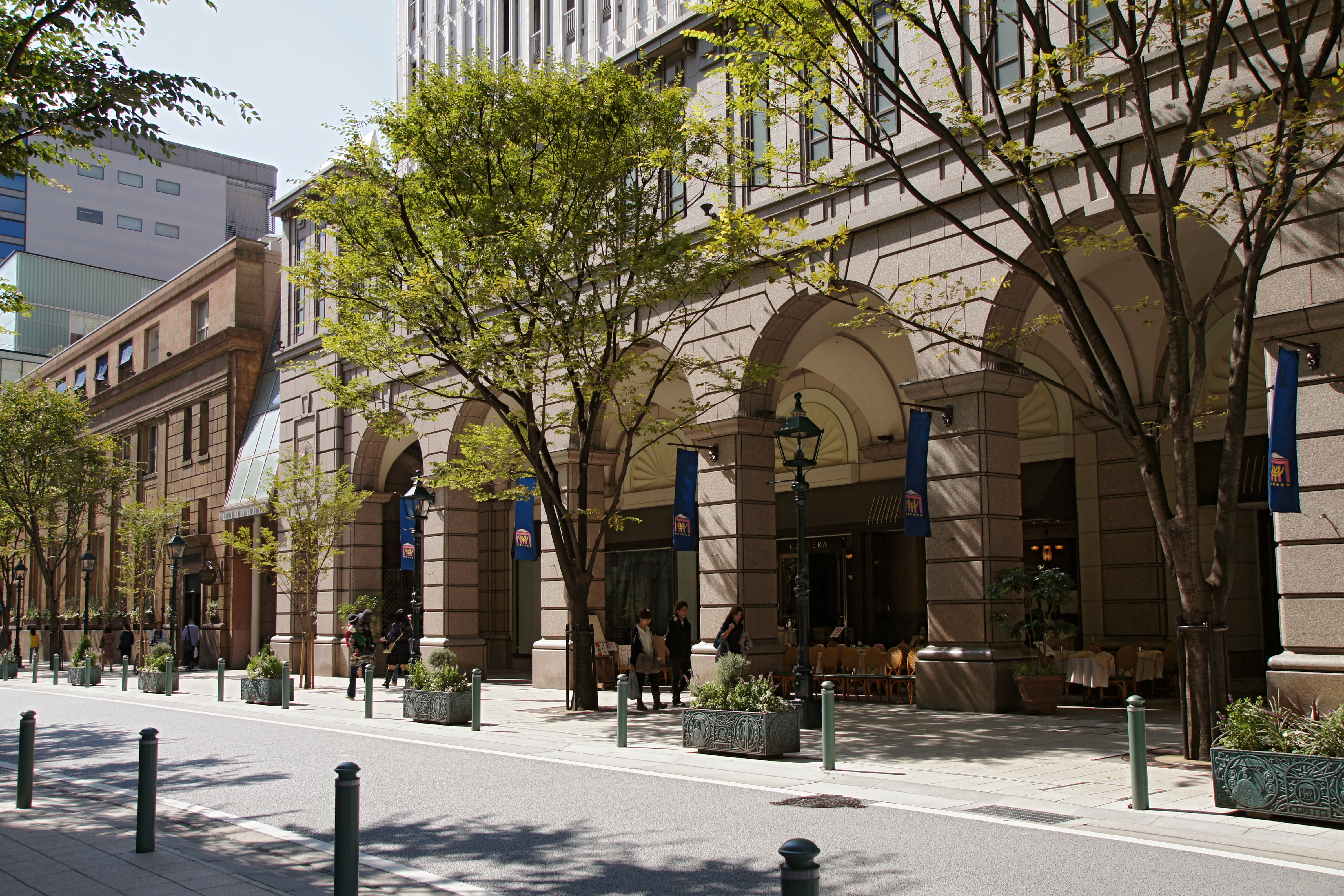
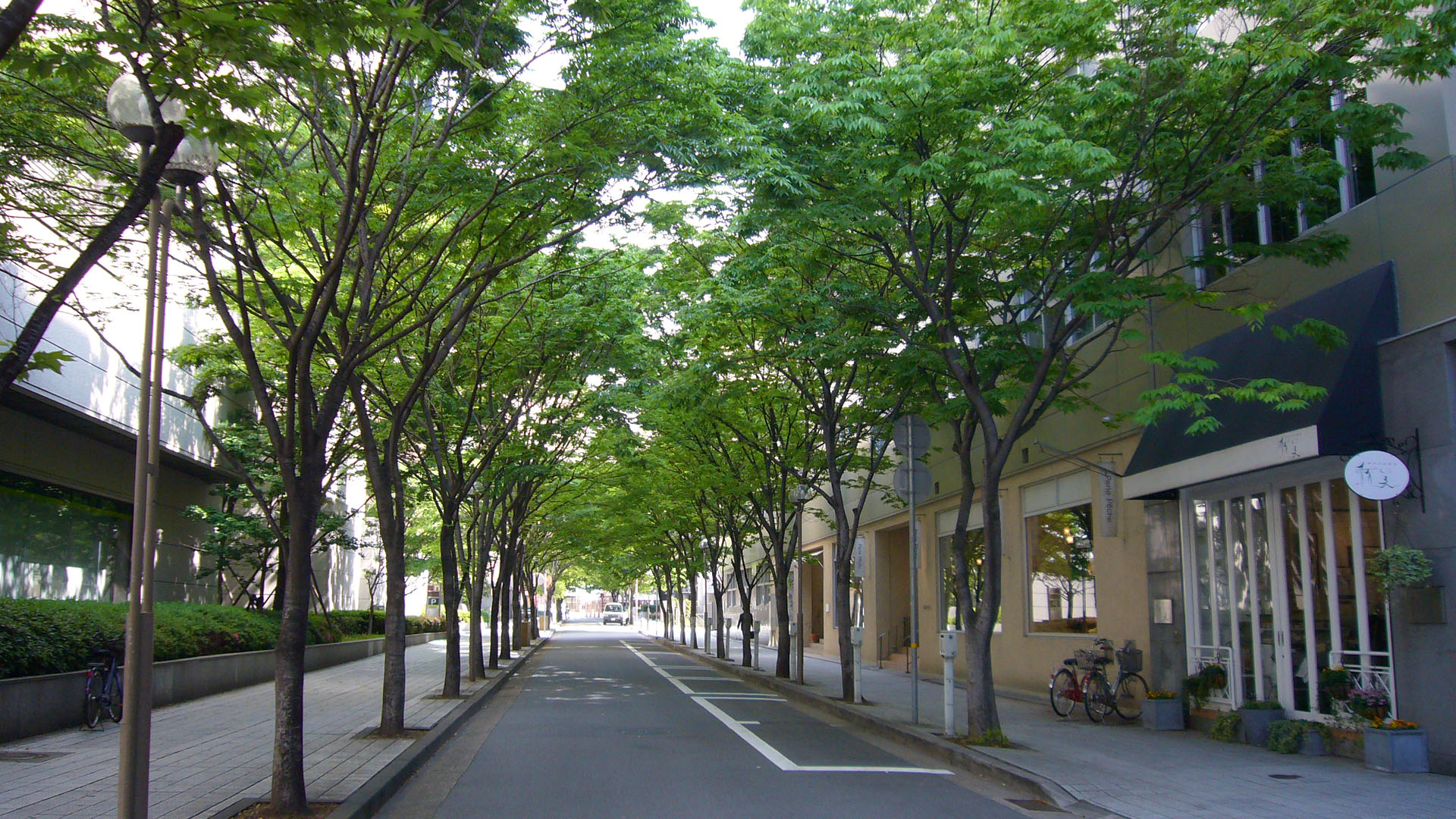
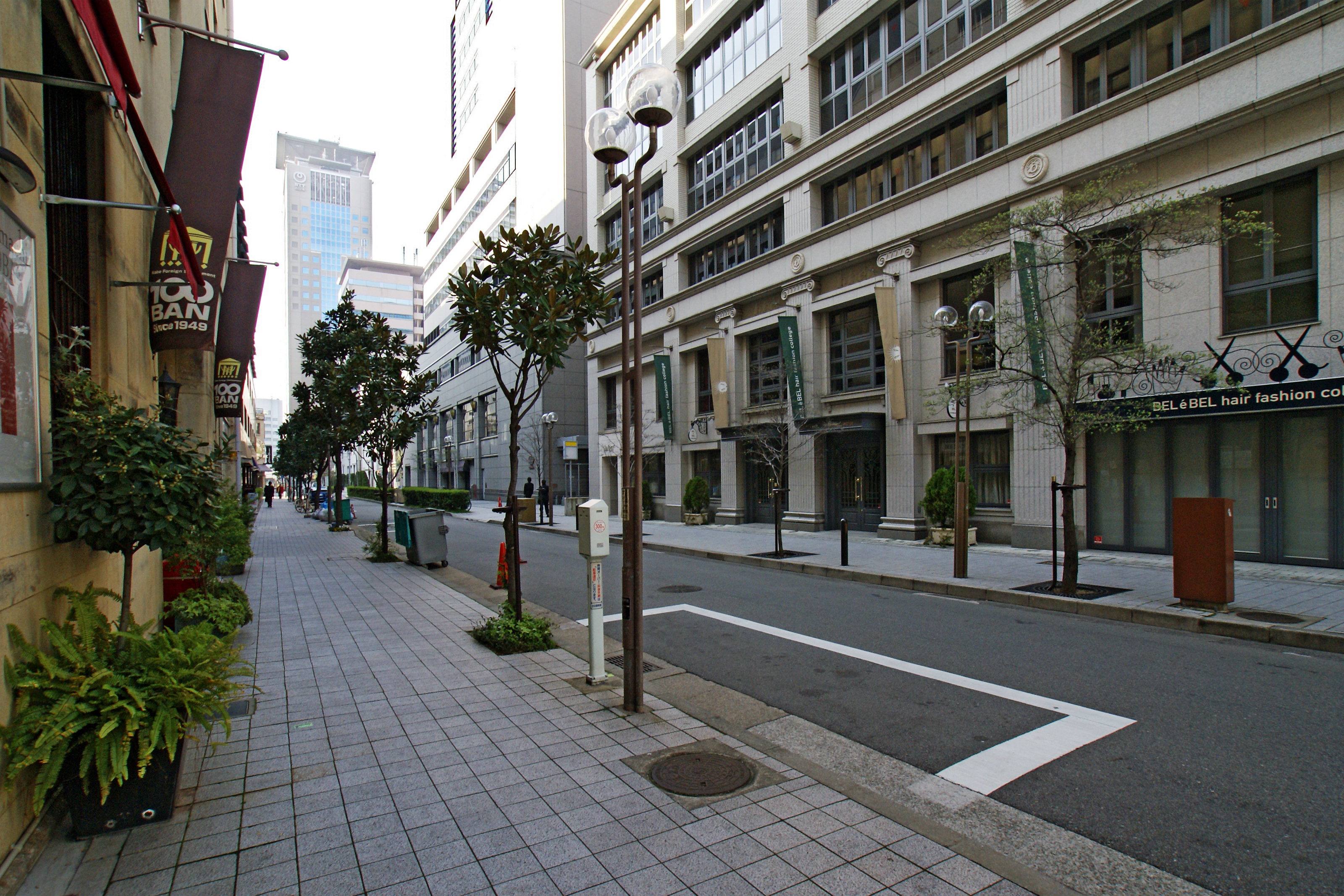
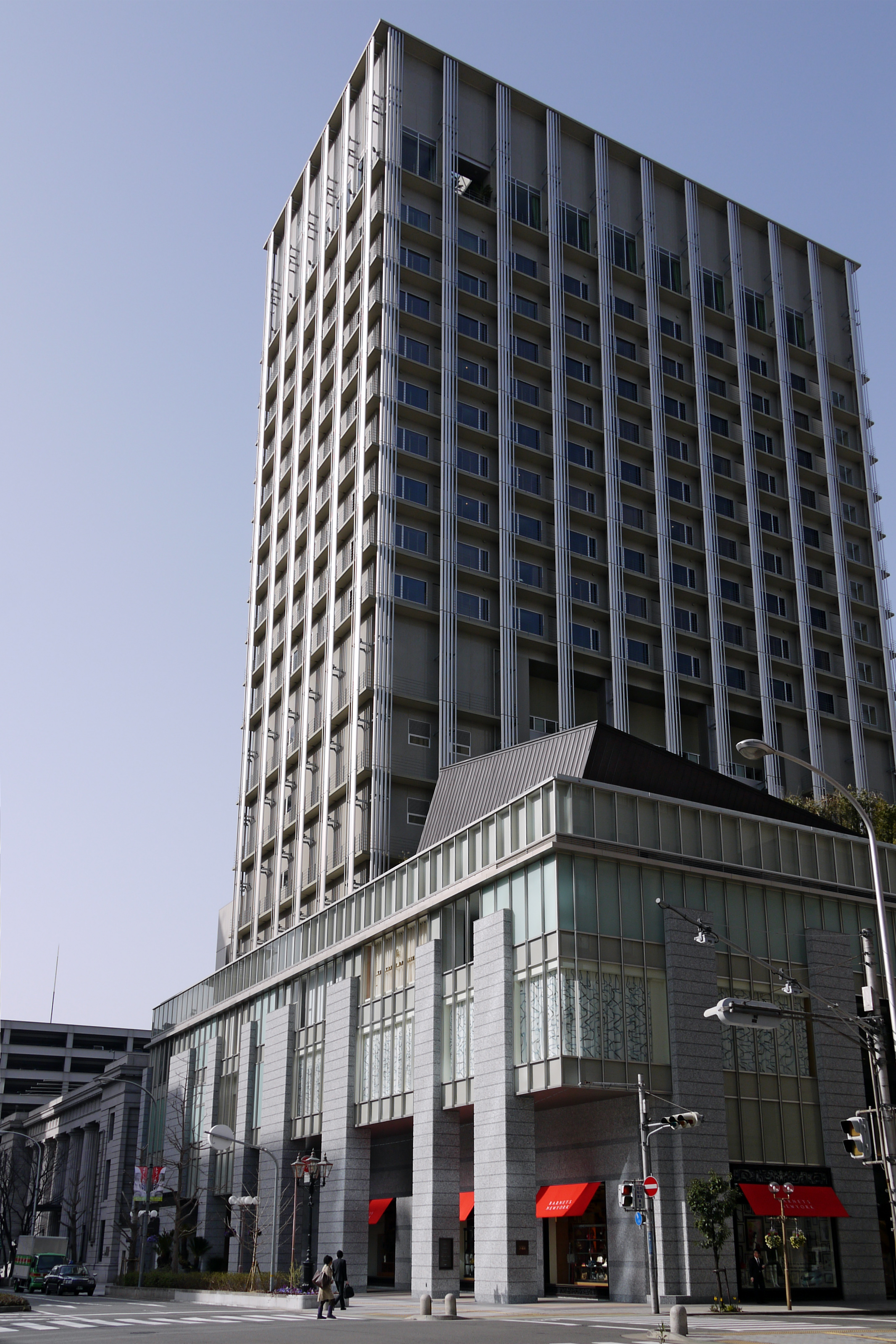
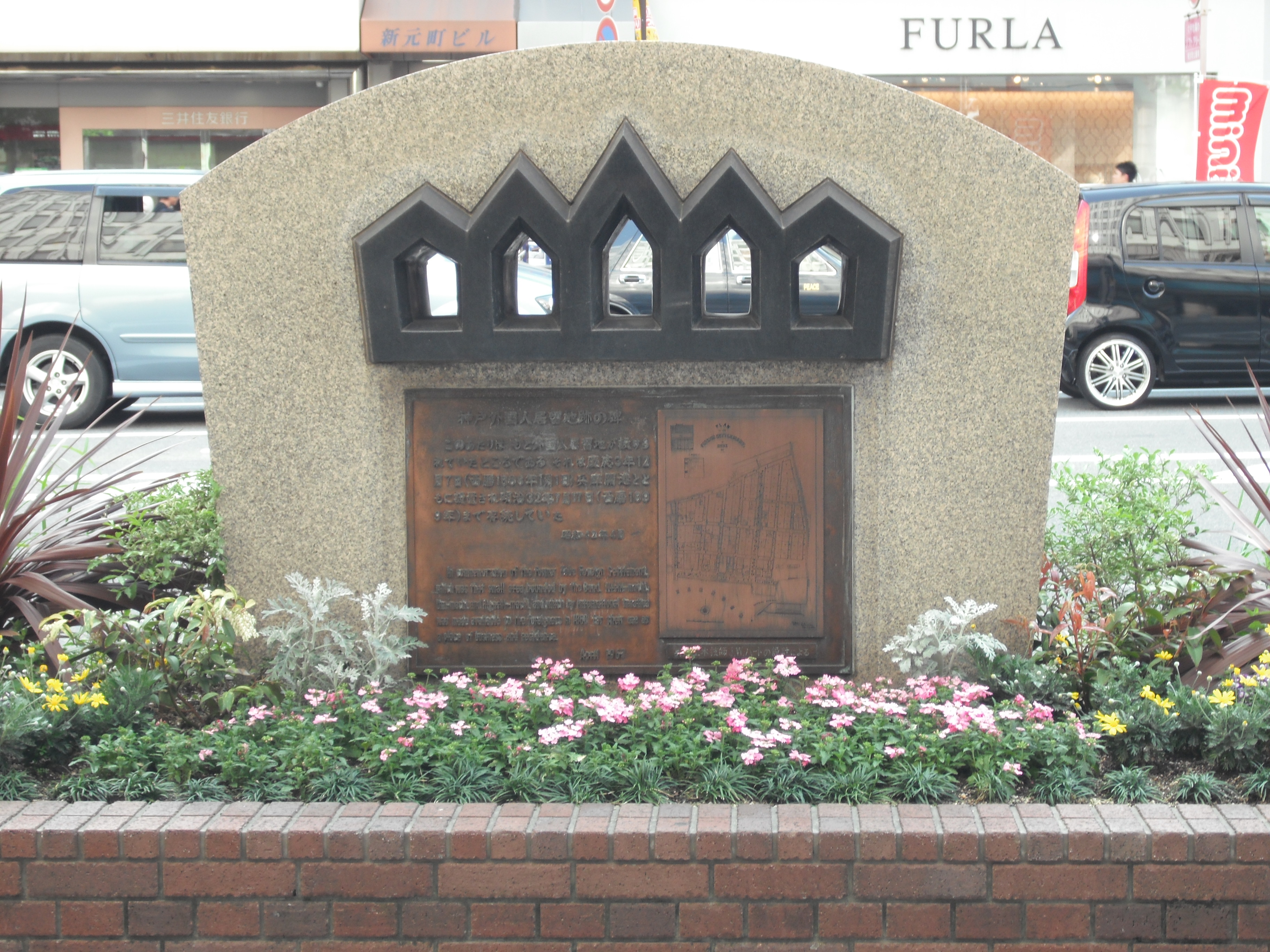
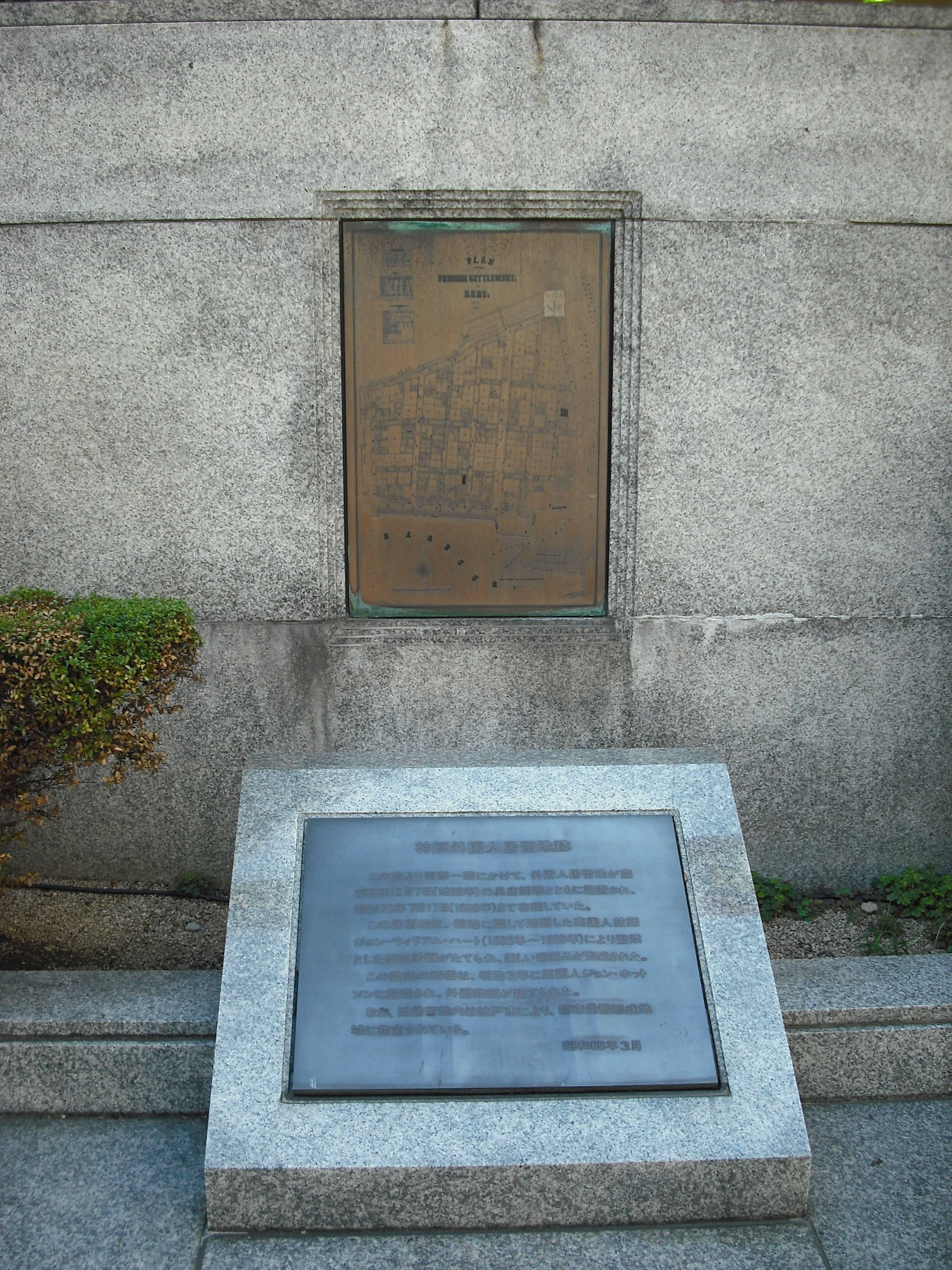
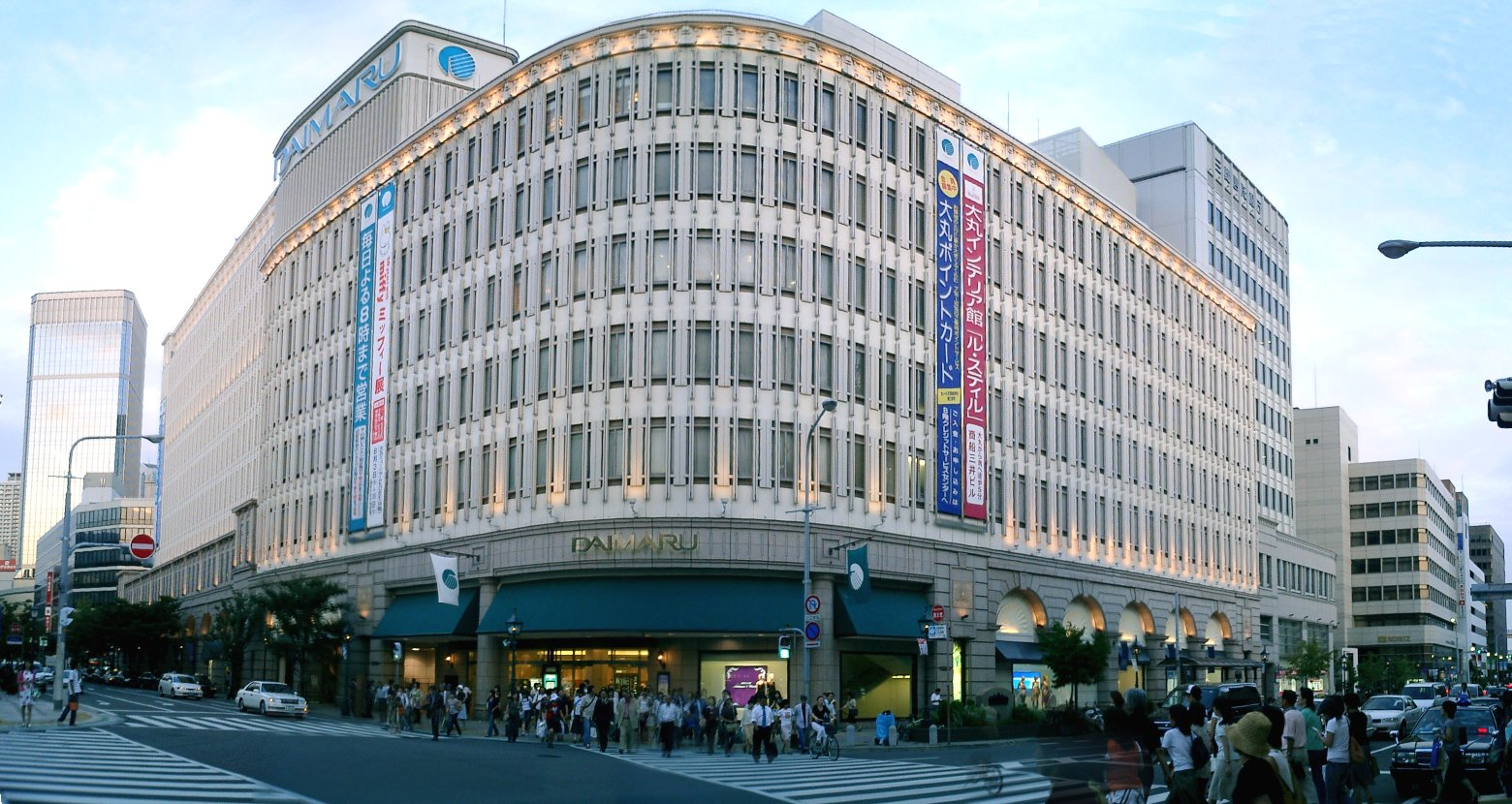
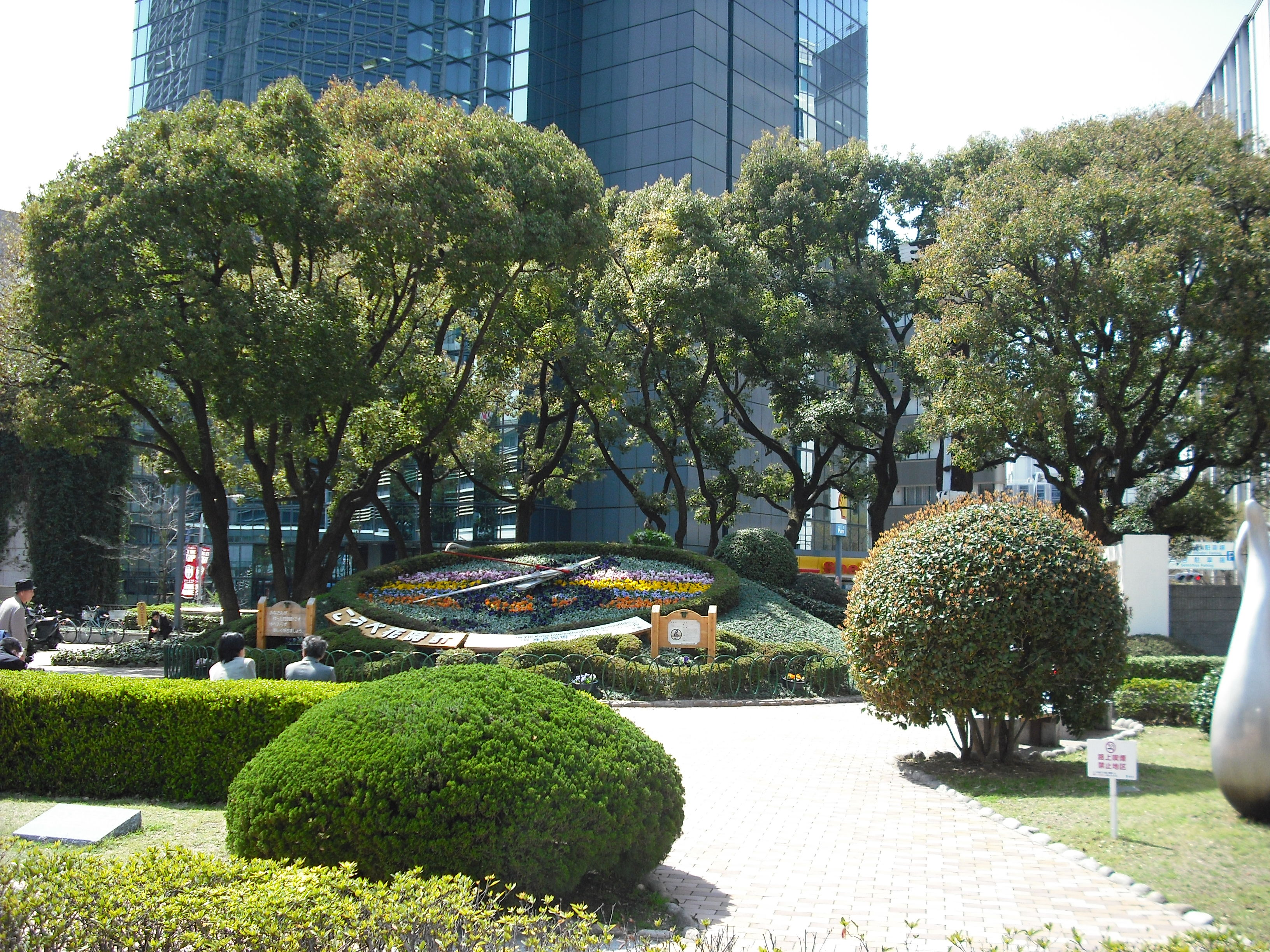
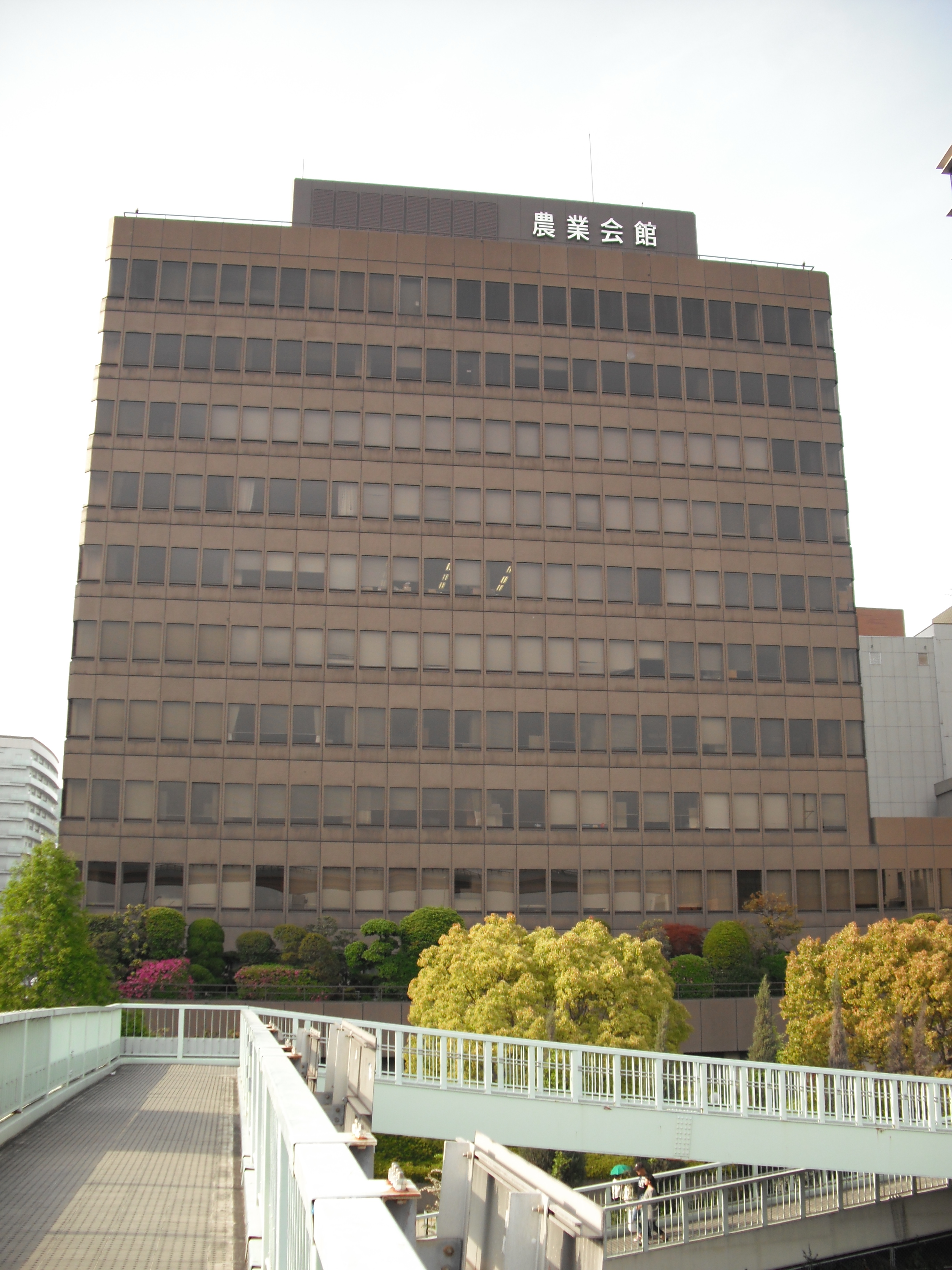
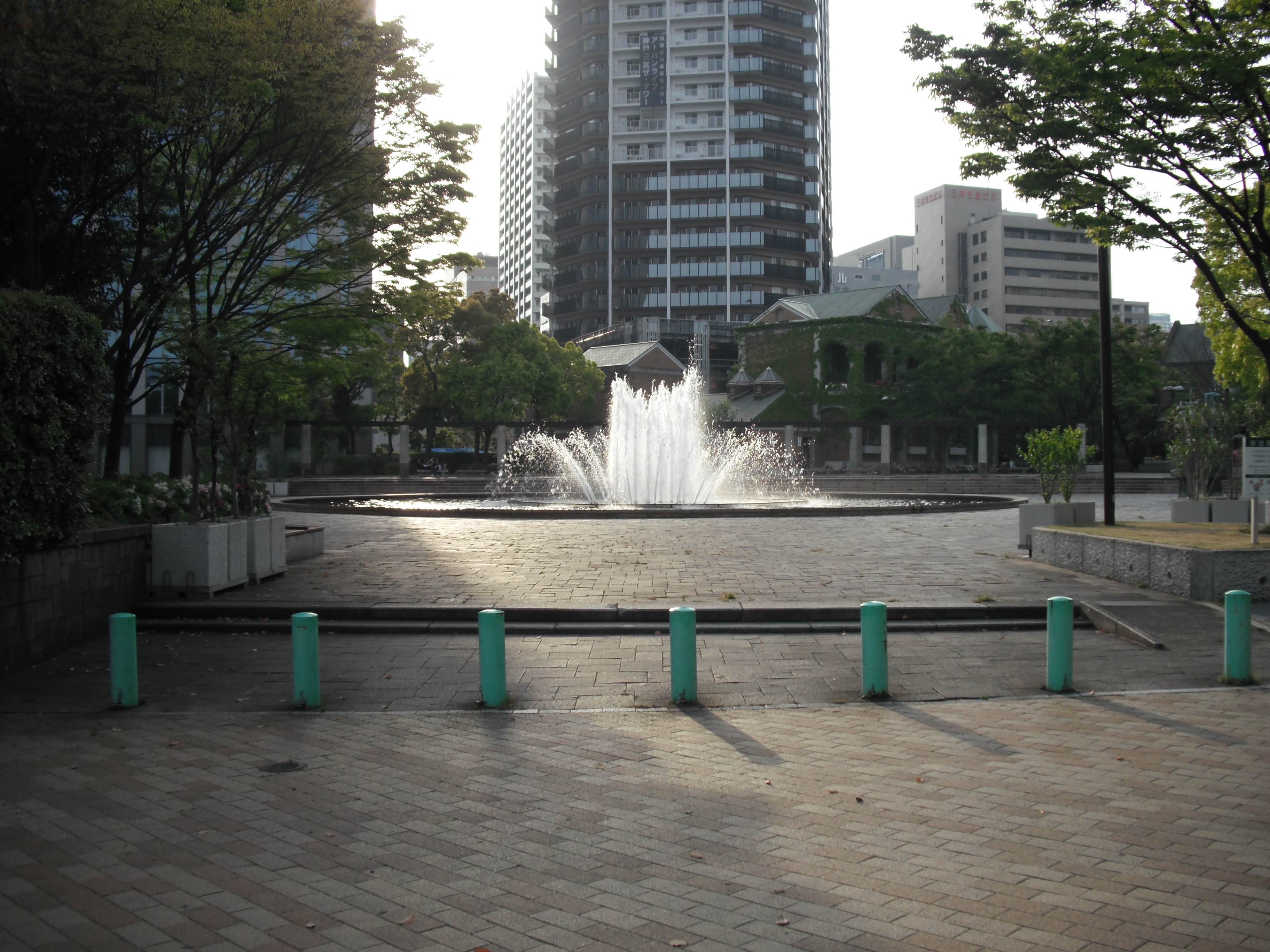